# Стейнен, Эмиль
Йоханнес Эми́лиус Сте́йнен (нидерл. Joannes Emilius Stijnen; 2 ноября 1907, Антверпен — 27 марта 1997) — бельгийский футболист и футбольный тренер, играл на позиции центрального полузащитника. Участник чемпионата мира 1938 года.

## Биография

### Клубная карьера
В течение восьми сезонов Стейнен играл за «Берхем Спорт». В 1935 году перешёл в «Олимпик Шарлеруа», за который отыграл восемь сезонов, два из которых были в низших дивизионах. Завершил карьеру игрока в 1943 году.

### Карьера в сборной
Дебютировал за сборную Бельгии 1 мая 1932 года в товарищеском матче со сборной Франции — Бельгия выиграла со счётом 5:2.
В составе сборной Бельгии принимал участие на чемпионате мира 1938 года, где был капитаном национальной сборной. На турнире сыграл в единственном матче со сборной Франции — Бельгия проиграла 1:3 и выбыла из турнира. Всего за сборную Бельгии сыграл 31 матч.

### Тренерская карьера
С 1944 по 1946 год работал главным тренером «Олимпик Шарлеруа». Затем с 1947 по 1952 год работал главным тренером клуба «Беерсхот».
С 1959 по 1961 год возглавлял «Мехелен».

### Смерть
Скончался 27 марта 1997 года в возрасте 89 лет.